# Anomala nigrosulcata
Anomala nigrosulcata är en skalbaggsart som beskrevs av Candeze 1869. Anomala nigrosulcata ingår i släktet Anomala och familjen Rutelidae. Inga underarter finns listade i Catalogue of Life.